# Demolition
Demolition — чотирнадцятий студійний альбом англійської групи Judas Priest, який вийшов 16 липня 2001 року.

## Композиції
1. Machine Man — 5:35
2. One on One — 6:44
3. Hell Is Home — 6:18
4. Jekyll and Hyde — 3:19
5. Close to You — 4:28
6. Devil Digger — 4:45
7. Bloodsuckers — 6:18
8. In Between — 5:41
9. Feed on Me — 5:28
10. Subterfuge — 5:12
11. Lost and Found — 4:57
12. Cyberface — 6:45
13. Metal Messiah — 5:14